# Chironomus anthracinus
Chironomus anthracinus är en tvåvingeart som beskrevs av Zetterstedt 1860. Chironomus anthracinus ingår i släktet Chironomus och familjen fjädermyggor. Arten är reproducerande i Sverige. Inga underarter finns listade i Catalogue of Life.